# Ehon hyaku monogatari

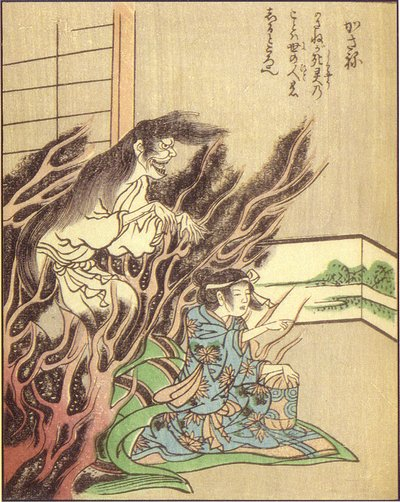
Kasabe dans Ehon hyaku monogatari.

L'Ehon hyaku monogatari (絵本百物語) (Livre d'images d'une centaine d'histoires), ou Tōsanjin Yawa (桃山人夜話), est un livre d'illustrations réalisées par l'artiste japonais Takehara Shunsen et publié vers 1841. Comme la plupart des ouvrages du genre, il s'agit d'un vaste bestiaire surnaturel regroupant des fantômes, des monstres et des esprits qui ont une profonde influence sur l'imagerie des yōkai au Japon.

## Liste de créatures

### Premier volume
- Hakuzōsu  (白蔵主?)
- Hienma (飛縁魔?)
- Kowai (狐者異?)
- Shio-no-Chōji (塩の長司?)
- Isonade (磯撫?)
- Shinigami (死神?)
- Nojukubi (野宿火?)
- Nebutori (寝肥?)
- Ōgama (大蝦蟇?)

### Deuxième volume
- Mamedanuki (豆狸?)
- Yamachichi (山地乳?)
- Yanagi-onna (柳女?)
- Rōjin-no-hi (老人火?)
- Tearai-oni (手洗鬼?)
- Shussebora (出世螺?)
- Kyūso (旧鼠?)
- Futakuchi-onna (二口女?)
- Mizoidashi (溝出?)

### Troisième volume

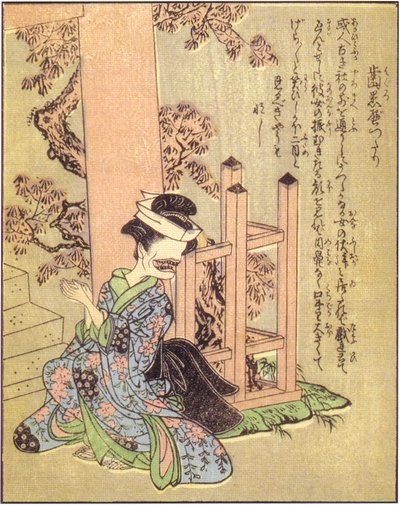
Haguro bettari

- Kuzunoha (葛の葉?)
- Shibaemon-danuki (芝右衛門狸?)
- Basan (波山?)
- Katabiragatsuji (帷子辻?)
- Haguro-bettari (歯黒べったり?)
- Akaei-no-uo (赤ゑいの魚?)
- Funayūrei (船幽霊?)
- Mizukoi-yūrei (水乞幽霊?)

### Quatrième volume
- Teoi-hebi (手負蛇?)
- Goi-no-hikari (五位の光?)
- Kasane (累?)
- Okiku-mushi (於菊虫?)
- Noteppō (野鉄砲?)
- Tenka (天火?)
- Nogitsune (野狐?)
- Onikuma (鬼熊?)
- Kaminari (雷電?)

### Cinquième volume
- Azukiarai (小豆洗?)
- Yama-otoko (山男?)
- Tsutsugamushi (恙虫?)
- Kaze-no-kami (風の神?)
- Kajiga-baba (鍛冶が嬶?)
- Yanagi-baba (柳婆?)
- Katsura-otoko (桂男?)
- Yoru-no-gakuya (夜楽屋?)
- Maikubi (舞首?)

## Source de la traduction
- (en) Cet article est partiellement ou en totalité issu de l’article de Wikipédia en anglais intitulé « Ehon Hyaku Monogatari » (voir la liste des auteurs).